# Thomas Christiansen
Thomas Christiansen Tarín (født 11. marts 1973 i Hadsund og opvokset i Avedøre) er en spansk-dansk tidligere fodboldspiller og nuværende fodboldtræner for Panama.
Hans far var dansk, mens hans mor spansk. Han voksede op i Danmark, men optrådte to gange for Spaniens fodboldlandshold og scorede et mål.

## Spillerkarriere
Christiansen spillede ungdomsfodbold i Avedøre IF, Brøndby IF, Hvidovre IF, og B 93, inden han i 1991 skiftede til FC Barcelona. Siden spillede han for en række europæiske klubber og var også kortvarigt i Danmark i 2000, hvor han spillede for Herfølge BK. Han blev i sæsonen 2002–03 topscorer i Bundesligaen med sine 21 mål for VfL Bochum.

## Trænerkarriere
Thomas Christiansen havde sine første cheftrænerjob for de cypriotiske hold AEK Larnaca F.C. og APOEL Nicosia FC.
Den 15. juni 2017 blev han ansat som ny cheftræner for den engelske klub Leeds United F.C.. Det blev dog kun til otte måneder i klubben, inden han efter en række dårlige resultater blev fyret 4. februar 2018.